# Sven Nilsson
Sven Nilsson Svenson, 8 de maig de 1787 - 30 de novembre de 1883 va ser un zoòleg i arqueòleg suec.
Nasqué a Landskrona. Fill primogènit dels sis que van tenir el matrimoni format per Nils Nilsson i Tora Svensson. Va rebre educació a la Universitat de Lund on va ser deixeble del destacat zoòleg Anders Jahan Retzius. Sven Nilsson va ser professor d'història natural a la mateixa universitat des de 1832 a 1856. També va ocupar el càrrec de director del Museu de Zoologia d'Estocolm a partir de 1819.
Com a zoòleg se'l considera el pare de l'ornitologia sueca. El1817 publicà a Copenahaguen Ornithologica suecica en dos volums amb il·lustracions d'Anders Arvidsson. El 1820 va publicar un llibre sobre la fauna escandinava. i el 1822 Historia molluscorum Sueciae, (història dels mol·luscs de Suècia).
Com a arqueòleg pioner va ser influït pel paleontòleg Georges Cuvier. El 1847 va considerar equivocadament (seguint el prejudici de l'època que la civilització venia del sud) que les restes d'estris de bronze antics trobats a Escandinàvia havien estat portats allí directament pels fenicis.
En la història de l'evolució de l'arqueologia Sven Nilsson és recordat principalment per la periodització proposada per ell: Salvatgisme, barbàrie, agricultura i civilització (aquesta darrera ja dins de la història escrita).
Els treballs de Nilsson sobre els habitants primitius d'Escandinàvia publicats per primera vegada en suec el 1834 va ser traduïts a l'anglès per Lubbock el 1868 i van tenir una gran difusió.